# Història del pensament evolucionista

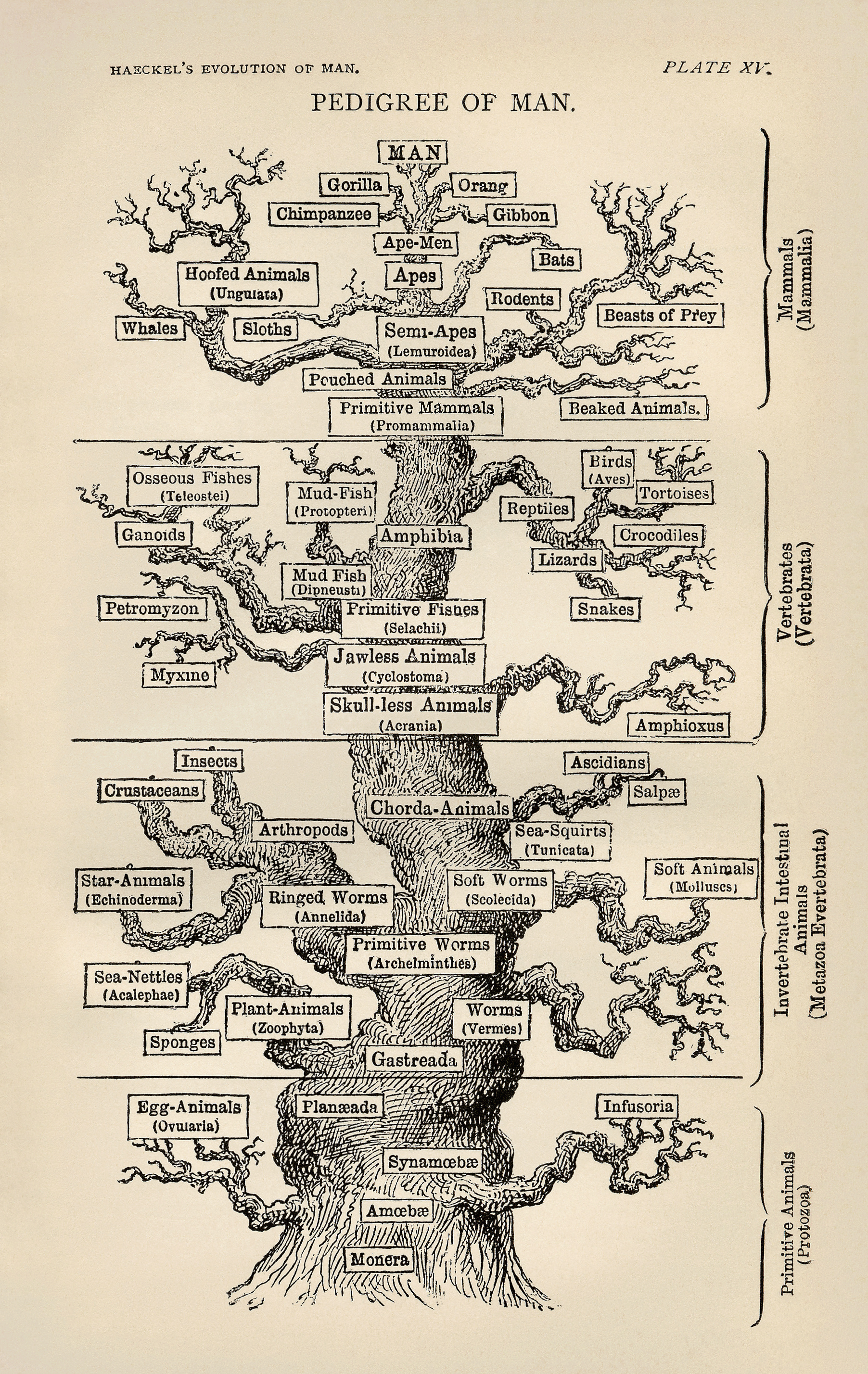
L'Arbre de la Vida il·lustrat per Ernst Haeckel a L'evolució de l'home (1879) representa la concepció del que l'evolució era un procés progressiu que conduïa a l'home.

El pensament evolucionista, la idea que les espècies canvien al llarg del temps, té els orígens en l'antiguitat, en les idees dels grecs, romans, xinesos i musulmans. Tanmateix, fins al segle xviii, el pensament biològic occidental estava dominat per l'essencialisme, la idea que les formes de vida romanen immutables. Això començà a canviar quan, durant la Il·lustració, la cosmologia evolutiva i la filosofia mecànica s'estengueren de les ciències físiques a la història natural. Els naturalistes començaren a concentrar-se en la variabilitat de les espècies; l'emergència de la paleontologia, amb el concepte d'extinció, minà encara més la concepció estàtica de la natura. A principis del segle xix, Jean-Baptiste Lamarck postulà la seva teoria de la transmutació de les espècies, que fou la primera teoria científica de l'evolució completament formada.
El 1858, Charles Darwin i Alfred Russel Wallace publicaren una nova teoria evolutiva, que fou explicada en detall a l'obra de Darwin L'origen de les espècies (1859). A diferència de Lamarck, Darwin proposava la idea d'una descendència comuna i un arbre de la vida amb moltes ramificacions. Aquesta teoria es basava en la idea de la selecció natural, i sintetitzava una gran varietat de proves de la cria d'animals, biogeografia, geologia, morfologia i embriologia.
L'obra de Darwin portà a la ràpida acceptació de l'evolució, però el mecanisme que proposava, la selecció natural, no fou àmpliament acceptat fins a la dècada del 1940. La majoria de biòlegs argumentaven que altres factors impulsaven l'evolució, com ara l'herència de caràcters adquirits (neolamarckisme), un impuls innat vers el canvi (ortogènesi), o grans mutacions sobtades (saltacionisme). La síntesi de la selecció natural amb la genètica mendeliana a les dècades del 1920 i del 1930 fundaren la nova disciplina de la genètica de poblacions. Durant les dècades del 1930 i 1940, la genètica de poblacions s'integrà amb altres camps de la biologia, resultant en una teoria evolutiva àmpliament aplicable que comprenia gran part de la biologia – la síntesi evolutiva moderna.
Després de l'establiment de la biologia evolutiva, els estudis de les mutacions i les variacions en poblacions naturals, en combinació amb la biogeografia i la sistemàtica, conduïren a sofisticats models evolutius matemàtics i causals. La paleontologia i l'anatomia comparada permeteren reconstruccions més detallades de la història de la vida. Després de l'aparició de la genètica molecular a la dècada del 1950, es desenvolupà el camp de l'evolució molecular, basat en seqüències proteiques i proves immunològiques, incorporant més tard estudis de l'ARN i de l'ADN. La visió genocèntrica de l'evolució es féu prominent a la dècada del 1960, seguida per la teoria neutralista de l'evolució molecular, encenent debats sobre l'adaptacionisme, les unitats de selecció i la importància relativa de la deriva genètica i de la selecció natural. A finals del segle xx, la seqüenciació d'ADN conduí a la filogènia molecular i la reorganització de l'arbre de la vida en el sistema de tres dominis. A més, els factors recentment reconeguts de la simbiogènesi i la transferència horitzontal de gens introduïren encara més complexitat a la història evolutiva.

## Antiguitat

### Grecs
Els filòsofs grecs discutiren conceptes que implicaven formes d'evolució orgànica. Anaximandre (aprox. 610-546 aC) afirmava que la vida s'havia desenvolupat originalment al mar i que més endavant es mogué a la terra, i Empèdocles (aprox. 490-430 aC) escrigué sobre un origen no sobrenatural dels éssers vius. Empèdocles fins i tot suggerí una forma de selecció natural, que Aristòtil resumí com a "Quan totes les parts apareixien tal com haurien estat si se les hagués creat amb un objectiu, aquestes coses sobrevivien, estant espontàniament organitzades d'una manera apta; mentre que les creixien d'una altra manera morien i continuen morint…"
Plató (aprox. 428-348 aC) fou, en paraules del biòleg i historiador Ernst Mayr, «el gran antiheroi de l'evolucionisme», car establí la filosofia de l'essencialisme, que anomenà teoria de les formes. Aquesta teoria manté que els objectes observats en el món real no són més que "reflexos" d'un nombre limitat d'essències (eide). La variació és simplement el resultat d'una reflexió imperfecta d'aquestes essències constants. En el seu Timeu, Plató presentà la idea que el Demiürg havia creat el cosmos i tot el que hi ha perquè Ell és bo, i per tant, 
| « | … lliure de gelosia, Ell desitjà que totes les coses fossin tant com Ell com fos possible. | » |

 El creador creà totes les formes de vida concebibles, ja que 
| « | … sense elles, l'univers seria incomplet, car no contindria tots els tipus d'animal que hauria de contenir, si ha de ser perfecte. | » |

 Aquesta idea que totes les formes de vida potencials són essencials per una creació perfecta rep el nom de principi de plenitud, i influí significativament en el pensament cristià.
Aristòtil (384-322 aC), un dels filòsofs grecs més influents, és el primer historiador natural l'obra de qui ha quedat preservada amb un cert detall. Els seus escrits sobre biologia foren el resultat de la seva investigació sobre la història natural a l'illa de Lesbos, i han sobreviscut en forma de quatre llibres, coneguts habitualment pels seus noms llatins, De anima (sobre l'essència de la vida), Historia animalium (investigacions sobre els animals), De generatione animalium (reproducció) i De partibus animalium (anatomia). Les obres d'Aristòtil contenen algunes observacions i interpretacions notablement astucioses, juntament amb diversos mites i errors – reflectint l'estat desigual del coneixement a la seva època. Tanmateix, segons Charles Singer, 
| « | Res no és més remarcable que els esforços d'Aristòtil d'exhibir les relacions dels éssers vius en forma de scala naturae. | » |

 Aquesta scala naturae, descrita a Historia animalium, classificava els organismes amb relació a una «Escala de la vida» o «Cadena de l'ésser» jeràrquica, situant-los segons la seva complexitat estructural i funcional, de manera que els organismes que presentaven una major vitalitat i capacitat de moure's eren descrits com a "organismes superiors".

## Xinesos
Les idees sobre l'evolució foren expressades per antics filòsofs xinesos, com ara Zhuangzi (Chuang Tzu), un filòsof taoista que visqué a prop del segle iv aC. Segons Joseph Needham, el taoisme rebutja explícitament el fixisme de les espècies biològiques, i els filòsofs taoistes especulaven que les espècies havien desenvolupat característiques diferents en resposta a ambients diferents. Els humans, la naturalesa i els cels eren considerats com a existint en un estat de "transformació constant" conegut com a dao, en contrast amb la concepció més estàtica de la naturalesa típica del pensament occidental.

## Romans
Tit Lucreci Car (mort el 50 aC), el filòsof i atomista romà, escrigué el poema De les coses de la naturalesa, que ofereix la millor explicació supervivent de les idees dels filòsofs grecs epicuris. Descriu el desenvolupament del cosmos, la Terra, els éssers vius i la societat humana per mitjà de mecanismes purament naturals, sense cap referència a un agent sobrenatural. De les coses de la naturalesa influiria en les especulacions cosmològiques i evolucionistes dels filòsofs i científics, durant i després del Renaixement.

## Edat mitjana

### La filosofia islàmica i la lluita per l'existència
Mentre que les idees evolucionistes gregues i romanes desaparegueren d'Europa després de la caiguda de l'Imperi Romà, no foren perdudes pels científics i filòsofs musulmans. Durant l'edat daurada de l'Islam, a les escoles islàmiques s'hi ensenyaven teories primerenques de l'evolució. John William Draper, el científic, filòsof i historiador del segle xix, tractà els escrits del segle xii d'al-Khaziní com a part del que ell anomenà la «teoria mahometana de l'evolució». Comparà aquestes idees primerenques amb teories biològiques posteriors, argumentant que les primeres estaven desenvolupades «... molt més enllà del que ho fem nosaltres, estenent-les fins i tot a les coses inorgàniques o minerals.»
El primer biòleg i filòsof musulmà en especular de manera detallada sobre l'evolució fou l'escriptor afroàrab al-Jàhidh, al segle ix. Estudià els efectes de l'ambient en les possibilitats de supervivència d'un animal, i descrigué la lluita per l'existència. Al-Fawz al-asghar d'Ibn Miskawayh i l'Enciclopèdia dels Germans de la Puresa ("Les epístoles d'Ikhwan al-Safa") expressaven idees sobre com es desenvoluparen les espècies; de la matèria al vapor i d'allí a l'aigua, després minerals en plantes i després els animals, portant els simis i, finalment, els humans. El polimàtic Ibn al-Hàytham escrigué un llibre en què defensava l'evolucionisme (però no la selecció natural). Nombrosos altres estudiosos i científics musulmans, com ara al-Biruní o Nassir-ad-Din at-Tussí, discutiren i desenvoluparen aquestes idees. Traduïdes al llatí, aquestes obres començaren a aparèixer al món occidental després del Renaixement i podrien haver tingut un efecte sobre la ciència occidental.

### Filosofia cristiana i l'escala de la natura

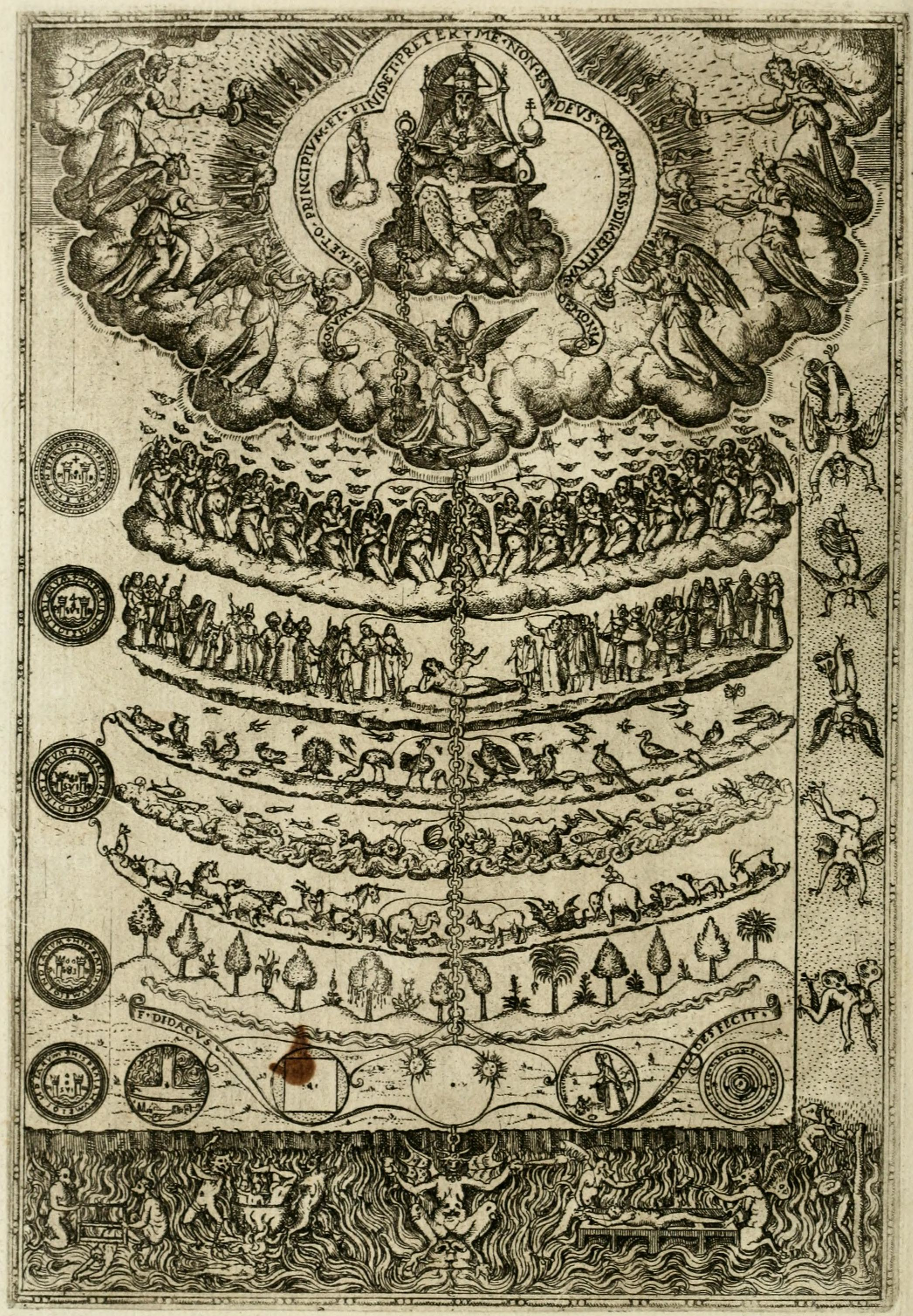
Il·lustració de l'escala de la natura de la Rhetorica Christiana (1579) de Diego Valadés.

Al principi de la baixa edat mitjana, a l'occident el coneixement clàssic grec s'havia perdut completament. Tanmateix, al segle xii, el contacte amb el món islàmic, on els manuscrits grecs havien estat conservats i ampliats, feu possible que es realitzessin un gran nombre de traduccions al llatí. Així, doncs, els europeus de l'edat mitjana pogueren conèixer les obres de Plató i Aristòtil, així com el pensament islàmic. Els pensadors cristians de l'escola escolàstica, especialment Pere Abelard i Tomàs d'Aquino, combinaren la classificació d'Aristòtil amb les idees platòniques de la bondat de Déu, i de la presència de totes les formes de vida potencials en una creació perfecta, per organitzar tots els éssers inanimats, animats i espirituals en un enorme sistema interconnectat: la scala naturae, o escala de la natura.
Dins d'aquest sistema es podia ordenar tot el que existeix, des del "més baix" fins al "més alt", amb l'infern al fons i Déu al cim— a sota de Déu hi havia una jerarquia angelical marcada per les òrbites dels planetes, la humanitat en una posició intermèdia, i els cucs com a animals més baixos. Com que, en última instància, l'univers era perfecte, l'escala de la natura també ho era. No hi havia anelles buides a la cadena, i cap anella era representada per més d'una espècie. Per tant, cap espècie no podia moure's d'una posició a l'altra. Així doncs, en aquesta versió cristianitzada de l'univers perfecte de Plató, les espècies no podien canviar mai, sinó que romanien fixes per sempre, d'acord amb el text del Gènesi. Que els humans oblidessin la seva posició era considerat pecat; poc importa si es comportaven com a animals més baixos o si aspiraven a un lloc més alt que aquell que el seu Creador els havia donat.
S'esperava que les criatures situades en esglaons adjacents s'assemblessin molt, una idea expressada en la dita natura non facit saltum ("la natura no fa salts"). Aquest concepte bàsic de l'escala de la natura influí molt en el pensament de la civilització occidental durant segles, i encara té una certa influència avui en dia. També formava part de l'argument del disseny presentat per la teologia natural. Com a sistema de classificació, esdevingué el principal principi organitzador i el fonament d'una ciència emergent, la biologia, als segles xvii i XVIII.

## Renaixement i Il·lustració

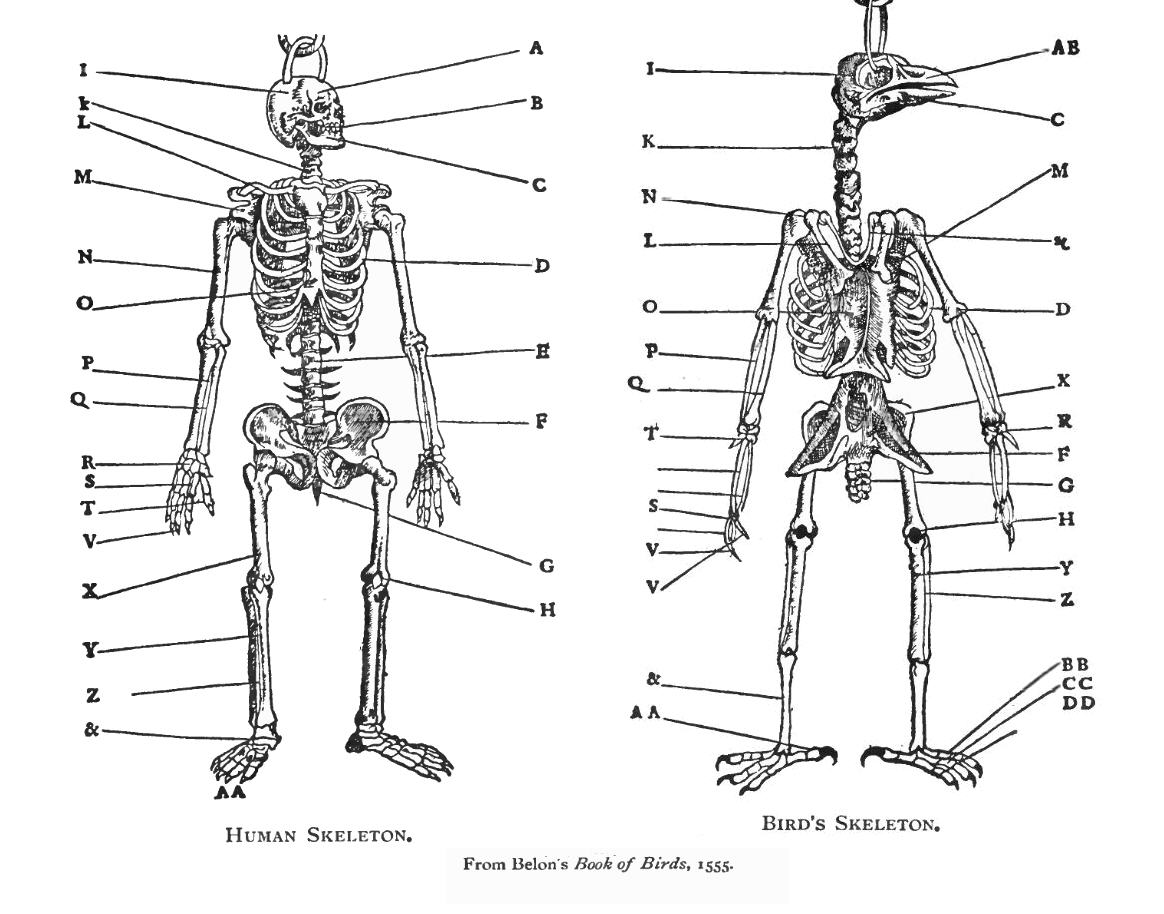
Pierre Belon comparà l'esquelet dels ocells i el dels humans al seu Llibre dels Ocells (1555).

Algunes teories evolucionistes explorades entre el 1650 i el 1800 postulaven que l'univers, incloent-hi la vida a la Terra, s'havia desenvolupat mecànicament, sense cap mena de guia divina. Aproximadament a aquesta època, la filosofia mecànica de René Descartes començà a encoratjar una visió d'un univers semblant a una màquina que acabaria caracteritzant la revolució científica. Tanmateix, moltes de les teories evolucionistes d'aquell temps, com ara les de Gottfried Leibniz i Johann Gottfried Herder, sostenien que l'evolució era un procés fonamentalment espiritual. El 1751, Pierre Louis Maupertuis anà cap a un terreny més materialista. Escrigué sobre modificacions naturals que tenen lloc durant la reproducció, que s'acumulen al llarg de moltes generacions, i acaben produint races, i fins i tot noves espècies. Maupertuis anticipà en termes generals el concepte de selecció natural.
Més tard, al segle xviii, el filòsof natural francès Georges-Louis Leclerc, comte de Buffon, suggerí que el que la majoria de gent denominava espècies en realitat només eren varietats marcades i modificades per factors ambientals a partir d'una forma original. Per exemple, creia que els lleons, tigres, lleopards i gats domèstics podien haver tingut un avantpassat comú. Especulava que les aproximadament 200 espècies de mamífers fins aleshores conegudes podrien haver descendit de només 38 formes originals. Les idees evolucionistes de Buffon eren limitades; creia que cadascuna de les formes originals havia aparegut per generació espontània i que els donaven forma uns «motlles interns» que limitaven la quantitat de canvi. Així doncs, defensava un punt de vista transformista. Buffon fou un dels principals naturalistes del segle xviii i les seves obres, Història Natural i Les Èpoques de la Natura, tingueren una enorme influència; aquestes contenien teories ben desenvolupades sobre un origen completament materialista de la Terra, així com les seves idees qüestionant la fixació de les espècies.
Entre el 1767 i el 1792, James Burnett, Lord Monboddo inclogué als seus escrits no només la idea que els homes havien descendit dels primats sinó també que, com a resposta al seu medi, les criatures havien trobat maneres de transformar les seves característiques al llarg de llargs períodes. El 1796, l'avi de Charles Darwin, Erasmus Darwin, publicà Zoönomia, que suggeria que «tots els animals de sang calenta han sorgit d'un filament vivent». Al seu poema de 1802 Temple of Nature, descrigué l'aparició de la vida, des d'organismes minúsculs que vivien al fang fins a tota la seva diversitat actual.

## Principis del

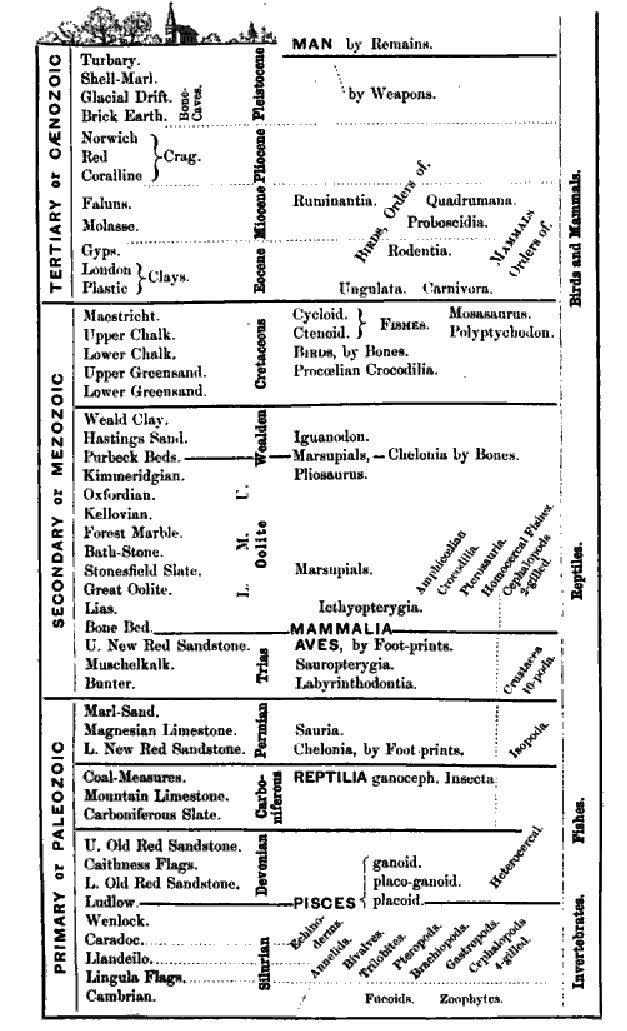
Diagrama de l'escala geològica extret d'un llibre del 1861 de Richard Owen, mostrant l'aparició dels principals tipus d'animals.

## Principis delseglexix

### Paleontologia i geologia
El 1796, Georges Cuvier publicà els seus descobriments sobre les diferències entre els elefants vivents i els que apareixien en el registre fòssil. Les seves anàlisis demostraren que els mamuts i els mastodonts eren espècies diferents de qualsevol animal vivent, posant fi, així, a un llarg debat sobre la possibilitat que s'extingissin les espècies. El 1788, James Hutton descrigué processos geològics graduals que funcionaven constantment al llarg del temps profund. William Smith començà el procés d'ordenar estrats rocosos per mitjà de l'examinació dels fòssils de les capes mentre treballava en el seu mapa geològic d'Anglaterra. Georges Cuvier i Alexandre Brongniart publicaren un influent estudi de la història geològica de la regió circumdant de París, basat en la successió estratigràfica de les capes de roca. Aquestes obres contribuïren a determinar l'antiguitat de la Terra. Cuvier defensava el catastrofisme per explicar els patrons d'extinció i successió faunal que revelava el registre fòssil.
El coneixement del registre fòssil continuà avançant ràpidament durant les primeres dècades del segle xix. A la dècada de 1840, els grans trets de l'escala geològica quedaven clars, i el 1841 John Phillips donà nom a tres grans eres, basant-se en la fauna predominant de cadascuna: el Paleozoic, dominat pels invertebrats marins i els peixos; el Mesozoic, l'edat dels rèptils i l'actual Cenozoic, l'edat dels mamífers. Aquesta visió progressiva de la història de la vida fou acceptada fins i tot per geòlegs anglesos conservadors com ara Adam Sedgwick i William Buckland; tanmateix, com Cuvier, atribuïen la progressió a episodis catastròfics repetits d'extinció seguits de nous episodis de creació. A diferència de Cuvier, Buckland i alguns altres defensors de la teologia natural, entre els geòlegs britànics s'esforçaren per relacionar explícitament l'últim episodi catastròfic proposat per Cuvier al diluvi bíblic.
Entre el 1830 i el 1833, Charles Lyell publicà la seva obra de diversos volums Principles of Geology, que, a partir de les idees de Hutton, defensava una alternativa uniformitarianista a la teoria catastrofista de la geologia. Lyell afirmava que, en lloc de ser el resultat d'esdeveniments cataclísmics (i possiblement sobrenaturals), els trets geològics de la Terra s'expliquen més fàcilment com a resultat de les mateixes forces geològiqes graduals que s'observen avui en dia— però actuant al llarg de períodes immensament llargs. Tot i que Lyell s'oposava a les teories evolucionistes (qüestionant fins i tot el consens que el registre fòssil demostra una progressió autèntica), el seu concepte que la Terra era modificada per forces que actuaven gradualment sobre un període llarg, així com la immensa edat de la Terra que assumien les seves teories, influirien molt futurs pensadors evolucionistes com ara Charles Darwin.

### Transmutació de les espècies

Diagrama del llibre del 1844 Vestiges of the Natural History of Creation, de Robert Chambers, mostrant un model de desenvolupament en què els peixos (F), els rèptils (R) i els ocells (B) representen branques d'un camí que porta als mamífers (M).

Jean-Baptiste Lamarck proposà, a la seva Philosophie zoologique de 1809, una teoria de la transmutació de les espècies. Lamarck no creia que tots els éssers vius comparteixen un avantpassat comú, sinó que les formes de vida senzilles són creades constantment per generació espontània. També creia que una força vital innata impulsava les espècies a esdevenir més complexes al llarg del temps, avançant per una escala lineal de complexitat relacionada amb l'escala de la natura. Lamarck reconegué que les espècies estaven adaptades al seu ambient. Explicà aquest fet dient que la mateixa força innata que impulsava l'augment de la complexitat feia que els òrgans d'un animal (o una planta) canviessin segons l'ús o desús d'aquests òrgans, igual que els músculs es desenvolupen o atrofien segons l'exercici que facin. Argumentava que aquests canvis podien ser heretats per la generació següent, produint una lenta adaptació al medi. Aquest mecanisme d'adaptació secundari per l'herència de trets adquirits seria conegut com a lamarckisme i influiria les discussions de l'evolució fins al segle xx.
Una escola radical britànica d'anatomia comparada, que incloïa l'anatomista Robert Grant, tingué un contacte molt estret amb l'escola francesa de Lamarck del «transformacionisme». Un dels científics francesos que influí Grant fou l'anatomista Étienne Geoffroy Saint-Hilaire, les idees del qual sobre la unitat de les diferents configuracions corporals dels animals i l'homologia de certes estructures anatòmiques serien àmpliament influents i portarien a un intens debat amb el seu col·lega Georges Cuvier. Grant esdevingué una autoritat en l'anatomia i reproducció dels invertebrats marins. Desenvolupà les idees de Lamarck i d'Erasmus Darwin sobre la transmutació i l'evolucionisme, i investigà les homologies per demostrar la descendència comuna. Com a jove estudiant, Charles Darwin s'uní a Grant en investigacions del cicle vital d'animals marins. El 1826, un document anònim, escrit probablement per Robert Jameson, lloà Lamarck per haver explicat com els animals «superiors» havien evolucionat dels cucs més simples; aquesta fou la primera utilització del mot evolució en el seu sentit modern.
El 1844, l'editor escocès Robert Chambers publicà anònimament un llibre extremament controvertit però molt llegit, titulat Vestiges of the Natural History of Creation. Aquest llibre proposava un escenari evolucionista per l'origen del sistema solar i de la vida a la Terra. Afirmava que el registre fòssil indica una ascensió progressiva dels animals, i els animals actuals són branques d'una línia principal que porta progressivament a la humanitat. Implicava que les transmutacions porten a l'execució d'un pla preconcebut que havia estat teixit dins les lleis que governen l'univers. En aquest sentit, era menys materialista que les idees de radicals com Robert Grant, però la seva implicació que els humans només eren l'últim esglaó en l'ascensió de la vida animal ofengué molts pensadors conservadors. L'alt perfil del debat públic sobre Vestiges, amb la seva presentació de l'evolució com un procés progressiu, influiria molt en la percepció de la teoria darwinista una dècada més tard.
Les idees sobre la transmutació de les espècies estaven associades amb el materialisme radical de la Il·lustració, i foren atacades per pensadors més conservadors. Georges Cuvier atacà les idees de Lamarck i Geoffroy Saint-Hilaire, estant d'acord amb Aristòtil en què les espècies eren immutables. Cuvier creia que les parts individuals d'un animal estaven massa estretament relacionades perquè una d'elles canviés independentment de les altres, i argumentava que el registre fòssil mostrava patrons d'extincions catastròfiques seguides de repoblacions, i no un canvi gradual al llarg del temps. També indicà que els dibuixos i les mòmies d'animals d'Egipte, que tenien milers d'anys d'antiguitat, no presentaven cap diferència respecte als animals moderns. La força dels arguments de Cuvier i la seva reputació científica feren que les idees transmutacionals romanguessin marginals durant dècades.

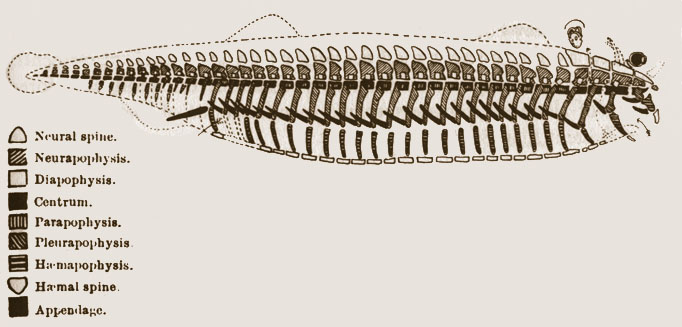
Aquest diagrama del 1847 de Richard Owen mostra el seu arquetip conceptual de tots els vertebrats.

A Gran Bretanya, la filosofia de la teologia natural romangué influent. El llibre de 1802 de William Paley Natural Theology, amb la seva famosa analogia del rellotger, fou escrit almenys parcialment com a resposta a les idees transmutacionals d'Erasmus Darwin. Els geòlegs influïts per la teologia natural, com ara Buckland i Sedgwick, agafaren el costum d'atacar les idees evolucionistes de Lamarck, Grant i The Vestiges of the Natural History of Creation. Tot i que el geòleg Charles Lyell s'oposava a la geologia sacra, també creia en la immutabilitat de les espècies, i als seus Principles of Geology (1830-1833) criticà les teories lamarckianes del desenvolupament. Idealistes com ara Louis Agassiz i Richard Owen creien que cada espècie era fixa i immutable perquè representava una idea a la ment del creador. Pensaven que les relacions entre les espècies podien ser discernides a partir de patrons del desenvolupament embriològic, així com el registre fòssil, però que aquestes relacions representaven un patró subjacent de pensament diví, amb una creació progressiva que duia a una major complexitat i culminava amb la humanitat. Owen desenvolupà la idea d'"arquetips" de la ment Divina que produirien una seqüència d'espècies relacionades per homologies anatòmiques, com ara els membres dels vertebrats. Owen encapçalà una campanya pública que aconseguí marginar Robert Grant a la comunitat científica. Darwin utilitzaria les homologies analitzades per Owen a la seva pròpia teoria, però el sever tracte que rebé Grant i la controvèrsia al voltant de Vestiges contribuïren a la seva decisió de retardar la publicació de les seves idees.

### Anticipacions de la selecció natural
Diversos autors anticiparen aspectes de la teoria de Darwin, i a la tercera edició de L'origen de les espècies, publicada el 1861, Darwin anomenà aquells dels quals tenia consciència en un apèndix introductori, Un esbós històric del progrés recent de l'opinió sobre l'origen de les espècies, que amplià en edicions posteriors.
El 1813, William Charles Wells llegí davant la Royal Society assajos que assumien que hi havia hagut una evolució dels humans, i reconeixien el principi de la selecció natural. Charles Darwin i Alfred Russel Wallace no estaven al corrent d'aquesta obra quan publicaren conjuntament la seva teoria el 1858, però Darwin reconegué, més tard, que Wells havia descobert el principi abans que ells, escrivint que l'obra An Account of a White Female, part of whose Skin resembles that of a Negro ("Informe sobre una femella blanca, de la qual una part de la pell s'assembla a la d'un negre") fou publicada el 1818, i que "[ell] reconeix clarament el principi de la selecció natural, i aquest és el primer reconeixement a ser indicat; però només l'aplica a les races humanes, i únicament a certs trets." Quan Darwin estava desenvolupant la seva teoria, fou influït pel "sistema natural" de classificació d'Augustin de Candolle, que emfatitzava la guerra entre espècies competidores.
Patrick Matthew escrigué al seu obscur llibre Naval Timber & Arboriculture (1831) sobre una "adaptació contínua de la vida a les circumstàncies… [La] descendència dels mateixos pares, sota circumstàncies molt diferents, poden, en diverses generacions, esdevenir fins i tot espècies diferents, incapaces de reproduir-se entre elles." Charles Darwin descobrí aquesta obra després de la publicació inicial de L'origen. Al breu esbós històric que Darwin inclogué a la tercera edició diu que: "Desafortunadament, la idea fou exposada pel Sr. Matthew molt breument en un apèndix d'una obra sobre un tema diferent… Tanmateix, veié clarament tota la força del principi de la selecció natural."
És possible mirar tota la història de la biologia des dels antics grecs cap endavant i descobrir-hi anticipacions de gairebé totes les idees clau de Darwin. Tanmateix, com diu l'historiador de la ciència Peter J. Bowler, "Amb una combinació de teories audacioses i una avaluació detallada, Darwin trobà un concepte de l'evolució que era únic en el seu temps." Bowler continua dient que la simple prioritat per si sola no és suficient per assegurar-se un lloc a la història de la ciència; cal desenvolupar una idea i convèncer els altres de la seva importància per tal que tingui un impacte real.
Al seu assaig sobre la recepció de L'origen de les espècies, Thomas Henry Huxley digué:

El suggeriment que les noves espècies podrien resultar de l'acció selectiva de condicions externes sobre les variacions del tipus específic que presenta cada individu, i que qualifiquem d'espontànies perquè n'ignorem la causa és tan desconegut per l'historiador de les idees científiques com ho era pels especialistes biòlegs abans del 1858. Tanmateix, aquest suggeriment és la idea central de L'origen de les espècies, i conté la quintessència del darwinisme.

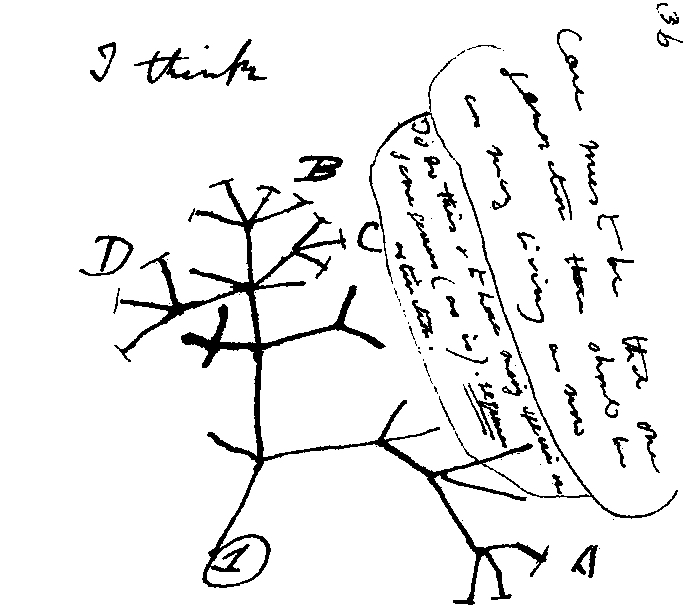
El primer esbós de Darwin d'un arbre evolutiu, del seu First Notebook on Transmutation of Species (1837)

### Selecció natural
Els patrons biogeogràfics que observà Charles Darwin a llocs com ara les illes Galápagos durant el viatge del Beagle feren que posés en dubte la fixació de les espècies, i el 1837 encetà el primer d'una sèrie de llibres de notes secrets sobre la transmutació. Les observacions de Darwin el dugueren a veure la transmutació com un procés de divergència i ramificació, en lloc de la progressió en escala concebuda per Lamarck i altres. El 1838 llegí la nova sisena edició d'Assaig sobre el principi de la població, escrit al segle xviii per Thomas Malthus. La idea malthusiana que el creixement de la població porta a una lluita per la supervivència, combinada amb el coneixement de Darwin sobre com seleccionaven els ramaders els trets interessants, portà al naixement de la teoria de la selecció natural de Darwin. Darwin passa vint anys sense publicar les seves idees sobre l'evolució. Tanmateix, sí que les compartí amb alguns altres naturalistes i amics, començant per Joseph Hooker, amb qui discutí sobre el seu assaig no publicat de 1844 sobre la selecció natural. Durant aquest període, utilitzà el temps que li quedava de la resta del seu treball científic per refinar lentament les seves idees i, conscient de la intensa controvèrsia al voltant de la transmutació, acumular proves per sostenir-les.
A diferència de Darwin, Alfred Russel Wallace, influït pel llibre Vestiges of the Natural History of Creation, ja sospitava l'existència de la transmutació de les espècies quan començà la seva carrera com a naturalista. El 1855, les observacions biogeogràfiques dutes a terme durant el seu treball de camp a Sud-amèrica i la Insulíndia ja li havien donat la confiança necessària en un patró ramificant de l'evolució com per publicar un document en què afirmava que cada espècie s'originà en gran proximitat a una espècie molt propera ja existent. Com en el cas de Darwin, fou la consideració de Wallace de com les idees de Malthus es podien aplicar a poblacions d'animals que el portà a conclusions molt similars a les de Darwin sobre el paper de la selecció natural. Al febrer de 1858, desconeixent les idees no publicades de Darwin, Wallace plasmà els seus pensaments en un assaig que envià a Darwin, demanant-li la seva opinió. El resultat fou que publicaren conjuntament el juliol següent un extracte de l'assaig del 1844 de Darwin juntament amb la carta de Wallace. Darwin també començà a treballar amb dedicació en L'origen de les espècies, que publicaria el 1859.

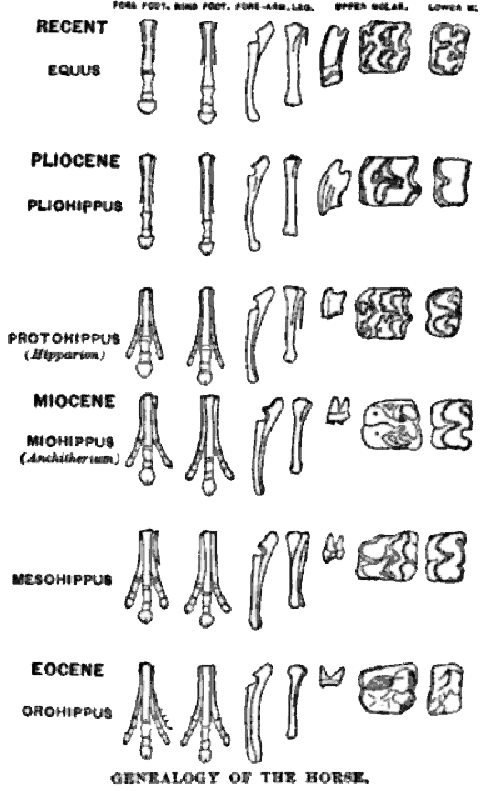
Diagrama d'Othniel Charles Marsh sobre l'evolució dels peus i les dents dels cavalls, reproduït al llibre del 1876 de Thomas Henry Huxley Professor Huxley in America.

## 1859–dècada del 1930: Darwin i el seu llegat
A la dècada de 1850, la qüestió de si les espècies evolucionaven o no era el centre d'un intens debat, amb científics prominents que defensaven ambdues teories. Tanmateix, fou la publicació de l'obra de Charles Darwin L'origen de les espècies (1859) el que transformà dràsticament la discussió sobre els orígens biològics. Darwin argumentava que la seva versió ramificadora de l'evolució explicava una gran quantitat de fets en biogeografia, anatomia, embriologia i altres camps de la biologia. També proposà el primer mecanisme convincent pel qual podien persistir els canvis evolutius: la seva teoria de la selecció natural.
Un dels primers i més importants naturalistes que van ser convençuts per L'origen de la realitat de l'evolució fou l'anatomista britànic Thomas Henry Huxley. Huxley reconegué que, a diferència de les idees transmutacionals anteriors de Lamarck i Vestiges, la teoria de Darwin proposava un mecanisme evolutiu sense implicació supernatural, tot i que Huxley no estava completament convençut que la selecció natural fos el mecanisme clau de l'evolució. Huxley feu de la defensa de l'evolució un punt clau del programa de l'X Club per reformar i professionalitzar la ciència, substituint la teologia natural pel naturalisme, i per posar fi al domini de les ciències naturals britàniques pel clergat. A principis de la dècada de 1870, als països anglòfons, i en part gràcies a aquests esforços, l'evolució havia esdevingut l'explicació científica principal de l'origen de les espècies. En la seva campanya a favor d'una acceptació pública i científica de la teoria de Darwin, Huxley feu un ús extensiu de noves proves de l'evolució provinents de la paleontologia. Això incloïa proves que els ocells havien evolucionat dels rèptils, incloent-hi el descobriment de l'arqueòpterix a Europa, i una sèrie de fòssils d'aus primitives amb dents trobats a Nord-amèrica. Una altra sèrie de proves importants fou el descobriment de fòssils que permeteren traçar l'evolució dels èquids a partir dels seus petits avantpassats de cinc dits. Tanmateix, l'acceptació de l'evolució per part de científics de països no anglòfons com ara França o els països del sud d'Europa i Amèrica Llatina fou més lenta. Alemanya en fou una excepció, i August Weismann i Ernst Haeckel defensaren la idea: Haeckel utilitzà l'evolució per qüestionar la tradició establerta de l'idealisme metafísic a la biologia alemanya, de manera similar a com Huxley l'havia utilitzat per qüestionar la teologia natural a Gran Bretanya.
La teoria de Darwin aconseguí canviar profundament l'opinió científica quant al desenvolupament de la vida i també produir una petita revolució filosòfica. Tanmateix, la seva teoria no podia explicar diversos components crítics del procés evolutiu. Més concretament, Darwin no podia explicar l'origen de la variació de trets dins d'una espècie, i no pogué identificar un mecanisme capaç de transmetre amb fidelitat els trets d'una generació a la següent. La hipòtesi de Darwin sobre la pangènesi, tot i basar-se en part en l'herència de característiques adquirides, es revelà útil pels models estadístics de l'evolució desenvolupats pel seu cosí Francis Galton i l'escola biomètrica del pensament evolucionista. Tanmateix, aquesta idea resultà poc útil per altres biòlegs.

### Aplicació als humans

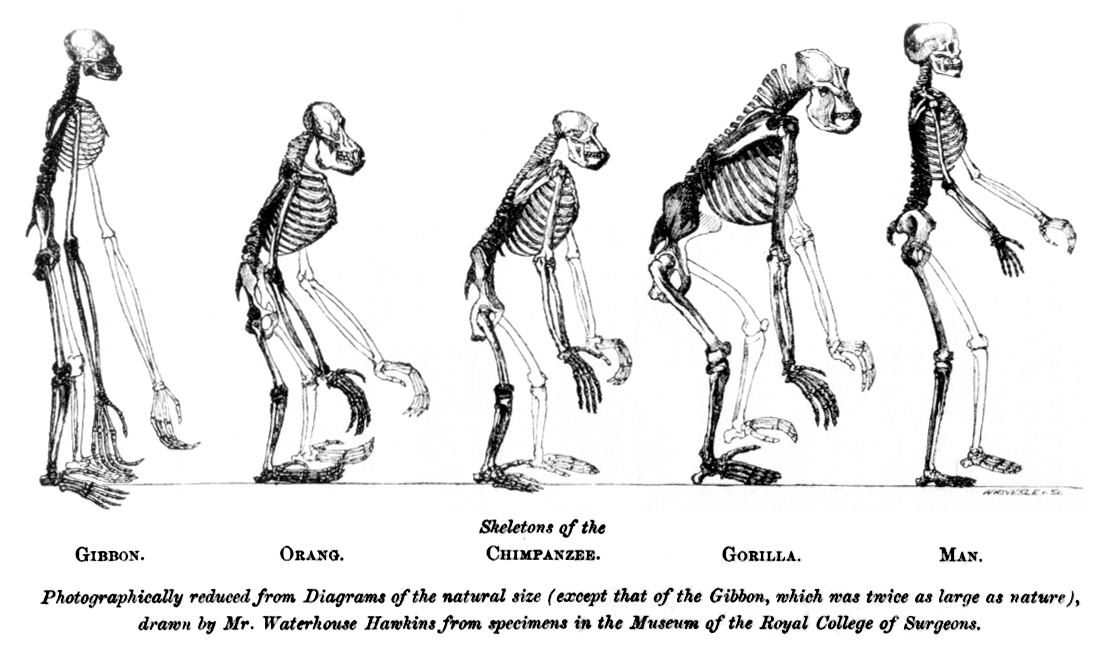
Aquesta il·lustració fou el frontispici del llibre de Thomas Henry Huxley Evidence as to Man's Place in Nature (1863.

Charles Darwin era conscient de la severa reacció per part d'alguns sectors de la comunitat científica contra el suggeriment fet a Vestiges of the Natural History of Creation que els humans havien sorgit dels animals per un procés de transmutació. Per tant, ignorà gairebé totalment el tema de l'evolució dels humans a L'origen de les espècies. Malgrat aquesta precaució, el tema aparegué sovint en el debat que seguí la publicació del llibre. Durant la majoria de la primera part del segle xix, la comunitat científica havia cregut que, tot i que la geologia demostrava que la Terra i la vida eren molt antigues, els éssers humans havien aparegut de sobte només uns quants mil·lennis abans del present. Tanmateix, una sèrie de descobriments arqueològics a les dècades de 1840 i de 1850 revelaren eines de pedra associades amb les restes d'animals extints. A principis de la dècada de 1860, com es resumí al llibre de 1863 de Charles Lyell Geological Evidences of the Antiquity of Man, ja era àmpliament acceptat que els humans havien existit durant un període prehistòric – que s'estenia molts milers d'anys abans del començament de la història escrita. Aquesta visió de la història humana era més compatible amb un origen evolutiu de la humanitat que la visió antiga. D'altra banda, en aquells temps no hi havia proves fòssils que demostressin l'evolució dels humans. Els únics fòssils humans trobats abans del descobriment de l'home de Java a la dècada de 1890 pertanyien o bé a humans anatòmicament moderns o bé a neandertals que eren massa semblants (especialment en el tret crític de la capacitat cranial) als humans moderns com perquè fossin passos intermedis convincents entre els humans i els primats.
Per tant, el debat que seguí immediatament la publicació de L'origen de les espècies se centrà en les semblances i les diferències entre els humans i els simis moderns. Carl von Linné havia estat criticat al segle xviii per haver agrupat els humans i els simis junts com a primats al seu revolucionari sistema de classificació. Richard Owen defengué amb vigor la classificació suggerida per Cuvier i Johann Friedrich Blumenbach, que classificava els humans en un ordre separat de la resta de mamífers, que a principis del segle xix havia esdevingut la visió ortodoxa. D'altra banda, Thomas Henry Huxley intentà demostrar una estreta relació anatòmica entre els humans i els simis. En una ocasió cèlebre, Huxley demostrà que Owen s'equivocava a afirmar que el cervell dels goril·les mancaven d'una estructura present als cervells humans. Huxley resumí el seu argument a la seva obra molt influent de 1863 Evidence as to Man's Place in Nature. Charles Lyell i Alfred Russel Wallace defensaven un altre punt de vista. Estaven d'acord que els humans compartien un avantpassat comú amb els simis, però qüestionaven que un mecanisme purament materialístic pogués explicar totes les diferències entre els humans i els simis, especialment alguns aspectes de la ment humana.
El 1871, Darwin publicà La descendència de l'home i sobre la selecció en relació amb el sexe, que contenia la seva concepció de l'evolució dels humans. Darwin argumentava que les diferències entre la ment humana i la ment dels animals superiors eren una qüestió de grau i no de tipus. Per exemple, veia la moralitat com un desenvolupament natural d'instints que beneficiaven els animals que vivien en grups socials. Argumentava que totes les diferències entre els humans i els simis es podien explicar per una combinació de les pressions selectives que provocà el canvi d'hàbitat dels avantpassats dels humans dels arbres a les planes, i la selecció sexual. El debat sobre l'origen dels humans i sobre el grau d'excepcionalitat humana continuà fins ben entrat el segle xx.

### Alternatives a la selecció natural

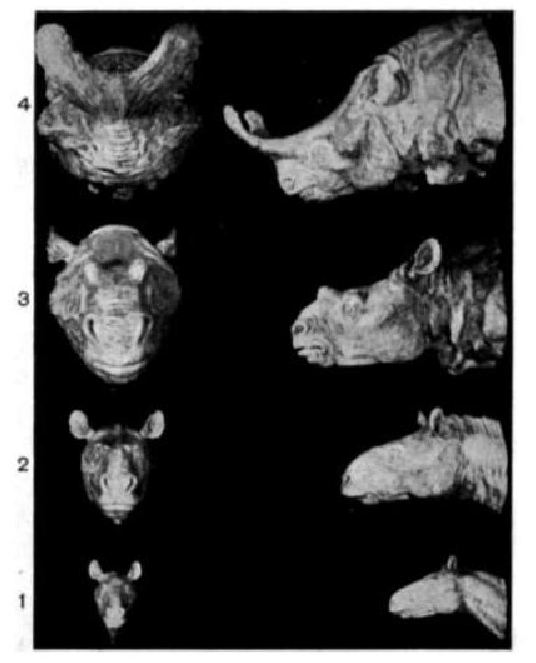
Aquesta imatge del llibre del 1918 de Henry Fairfield Osborn Origin and Evolution of Life presenta models que mostren l'evolució de les banyes dels titanoteris al llarg del temps, que segons Osborn era un exemple d'una tendència ortogènica en l'evolució.

L'evolució ja era àmpliament acceptada als cercles científics pocs anys després de la publicació de L'origen, però l'acceptació de la selecció natural com al mecanisme que l'impulsava era molt menys àmplia. Les quatre alternatives principals a la selecció natural a finals del segle xix eren l'evolució teista, el neolamarckisme, l'ortogènesi i el saltacionisme). L'evolució teista (un terme promogut pel més gran defensor estatunidenc de Darwin, Asa Gray) era la idea que Déu intervenia en el procés evolutiu per guiar-lo de tal manera que el món vivent encara podia ser considerat dissenyat. Tanmateix, aquesta idea gradualment perdé el favor dels científics, a mesura que es comprometien a la idea del naturalisme metodològic i començaven a creure que les apel·lacions directes a una implicació sobrenatural eren científicament poc productives. El 1900, l'evolució teista pràcticament havia desaparegut dels debats científics professionals, tot i que conservava un important seguiment popular.
A finals del segle xix, el terme «neolamarckisme» fou associat a la posició dels naturalistes que veien l'herència dels caràcters adquirits com al mecanisme evolutiu més important. Entre els defensors d'aquest punt de vista hi havia l'escriptor britànic i crític de Darwin Samuel Butler, el biòleg alemany Ernst Haeckel i el paleontòleg estatunidenc Edward Drinker Cope. Consideraven que el lamarckisme era filosòficament superior a la idea darwiniana que la selecció actuava sobre variacions aleatòries. Cope buscà, i cregué trobar, patrons de progressió lineal en el registre fòssil. L'herència dels caràcters adquirits formava part de la teoria de la recapitulació de l'evolució de Haeckel, que sostenia que el desenvolupament embrionari d'un organisme repeteix la seva història evolutiva. Els crítics del neolamarckisme, com ara el biòleg alemany August Weismann i Alfred Russel Wallace, indicaren que ningú no havia aportat mai proves sòlides de l'herència dels caràcters adquirits. Malgrat aquestes crítiques, el neolamarckisme romangué l'alternativa més popular a la selecció natural a finals del segle xix, i seria defensat per alguns naturalistes fins ben entrat el segle xx.
L'ortogènesi era la hipòtesi que la vida té una tendència innata a canviar, de manera unilineal, vers una perfecció cada cop més completa. Tenia un seguiment popular al segle xix, i els seus defensors incloïen el biòleg rus Leo Berg i el paleontòleg estatunidenc Henry Fairfield Osborn. L'ortogènesi era popular entre alguns paleontòlegs, que creien que el registre fòssil mostrava un canvi unidireccional gradual i constant. El saltacionisme era la idea que les noves espècies sorgeixen com a resultat de grans mutacions. Era vist com una alternativa molt més ràpida al concepte darwinista d'un procés gradual de petites variacions aleatòries afectades per la selecció natural, i era popular entre els primers genètics com ara Hugo de Vries, William Bateson i, al principi de la seva carrera, Thomas Hunt Morgan. Esdevingué la base de la teoria mutacionista de l'evolució.

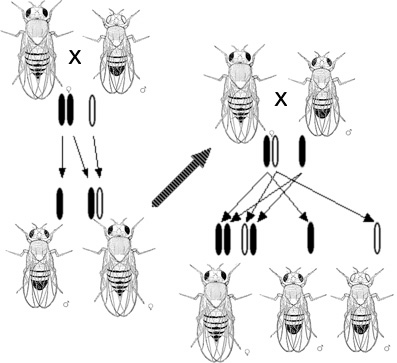
Diagrama del llibre del 1919 de T. H. Morgan The Physical Basis of Heredity, mostrant l'herència relacionada amb el sexe de la mutació d'ulls blancs a Drosophila melanogaster.

### Genètica mendeliana, biometria i mutació
L'anomenat redescobriment de les lleis de l'herència de Gregor Mendel el 1900 engegà un intens debat entre dos bàndols de biòlegs. En un bàndol hi havia els mendelians, que es concentraven en les variacions discretes i les lleis de l'herència. Estaven encapçalats per William Bateson (que encunyà el terme "genètica") i Hugo de Vries (que encunyà el terme "mutació"). Els seus oponents eren els biomètrics, que estaven interessats en la variació constant de característiques dins de les poblacions. Els seus líders, Karl Pearson i Walter Frank Raphael Weldon, seguien la tradició de Francis Galton, que s'havia concentrat en la mesura i l'anàlisi estadística de les variacions dins una població. Els biomètrics rebutjaven la genètica mendeliana argumentant que les unitats discretes de l'herència, com ara els gens, no podien explicar el continu ventall de variació observat en les poblacions reals. El treball de Weldon amb crancs i cargols oferia proves que la pressió selectiva del medi podia modificar el ventall de variació en les poblacions salvatges, però els mendelians sostenien que les variacions mesurades pels biomètrics eren massa insignificants per explicar l'evolució de noves espècies.
Quan Thomas Hunt Morgan començà a experimentar amb la cria de la mosca de la fruita Drosophila melanogaster, era un saltacionista que esperava demostrar que es podia crear una nova espècie al laboratori simplement per mutació. En canvi, el treball fet al seu laboratori entre el 1910 i el 1915 confirmà la genètica mendeliana i oferí proves experimentals sòlides que la relacionaven amb l'herència cromosòmica. El seu treball també demostrà que la majoria de mutacions tenien efectes relativament petits, com ara un canvi del color dels ulls, i que en lloc de crear una nova espècie en un únic pas, les mutacions servien per augmentar la variació dins la població existent.

## Dècada del 1920-dècada del 1940

### Genètica de poblacions
Els models mendelià i biomètric foren finalment reconciliats amb el desenvolupament de la genètica de poblacions. Un pas clau fou l'obra del biòleg i estadístic britànic Ronald Fisher. En una sèrie de documents que començà el 1918 i culminà al seu llibre de 1930 The Genetical Theory of Natural Selection, Fisher demostrà que la variació constant observada pels biomètrics podia ser causada per l'acció combinada de molts gens diferenciats, i que la selecció natural podia canviar la freqüència dels gens en una població, induint-ne l'evolució. En una sèrie de documents començada el 1924, un altre genetista britànic, John Burdon Haldane, aplicà anàlisis estadístiques a exemples reals de la selecció natural, com ara l'evolució del melanisme industrial en les arnes Biston betularia, i demostrà que la selecció natural funcionava a una velocitat més ràpida encara que la que havia assumit Fisher.
El biòleg estatunidenc Sewall Wright, que havia dut a terme experiments en la cria d'animals, es concentrà en les combinacions de gens que interaccionen, i els efectes de la consanguinitat en poblacions petites i relativament aïllades que presentaven deriva genètica. El 1932, Wright introduí el concepte de paisatge adaptatiu i argumentà que la deriva genètica i la consanguinitat podien allunyar una subpoblació petita i aïllada d'un pic adaptatiu, permetent a la selecció natural empènyer-la vers diferents pics adaptatius. El treball de Fisher, Haldane i Wright fundà la disciplina de la genètica de poblacions. Aquesta disciplina integrava la selecció natural amb la genètica mendeliana, cosa que representava el crític primer pas vers el desenvolupament d'una teoria unificada del funcionament de l'evolució.

### Síntesi evolutiva moderna
A les primeres dècades del segle xx, la majoria de naturalistes de camp continuaven pensant que els mecanismes lamarckians i ortogènics de l'evolució oferien la millor explicació de la complexitat que observaven al món vivent. Tanmateix, a mesura que el camp de la genètica continuava desenvolupant-se, aquest punt de vista esdevingué més difícil de sostenir. Theodosius Dobzhansky, un treballador postdoctoral del laboratori de T. H. Morgan, havia estat influït pel treball sobre la diversitat genètica realitzat per genetistes russos com ara Sérguei Txetveríkov. Contribuí a omplir el buit entre les fundacions de la microevolució desenvolupades pels genetistes de poblacions els patrons de macroevolució observats pels biòlegs de camp, amb el seu llibre del 1937 Genetics and the Origin of Species. Dobzhansky examinà la diversitat genètica de poblacions salvatges i demostrà que, al contrari de les assumpcions dels genetistes de poblacions, aquestes poblacions tenien una alta diversitat genètica, amb diferències marcades entre les subpoblacions. Aquest llibre també agafà l'obra altament matemàtica dels genetistes de poblacions i la posà d'una forma més accessible. A Gran Bretanya, Edmund Brisco Ford, pioner de la genètica ecològica, continuà durant les dècades del 1930 i del 1940 demostrant el poder de la selecció a causa de factors ecològics, incloent-hi la capacitat de mantenir la diversitat genètica per mitjà de polimorfismes genètics, com ara els grups sanguinis humans. L'obra de Ford contribuiria més tard a un canvi en l'èmfasi durant el curs de la síntesi moderna vers la selecció natural per sobre de la deriva genètica.
Ernst Mayr fou influït per l'obra del biòleg alemany Bernhard Rensch sobre com els factors ambientals locals influïen la distribució geogràfica de subespècies i espècies estretament relacionades. Mayr continuà l'obra de Dobzhansy amb el seu llibre de 1942 Systematics and the Origin of Species, que emfatitzava la importància de l'especiació al·lopàtrica en la formació de noves espècies. Aquesta forma d'especiació té lloc quan l'aïllament geogràfic d'una subpoblació és seguit pel desenvolupament de mecanismes que causen un aïllament reproductiu. Mayr també formulà el concepte d'espècie biològica, que definia una espècie com un grup de poblacions que es reprodueixen o que podrien reproduir-se entre elles però que estan reproductivament aïllades de la resta de poblacions.
Al seu llibre del 1944 Tempo and Mode in Evolution, George Gaylord Simpson demostrà que el registre fòssil era consistent amb el patró no direccional irregular predit per la naixent síntesi evolutiva, i que les tendències lineals que segons paleontòlegs anteriors donaven suport a l'ortogènesi i el neolamarckisme no resistien una examinació més detallada. El 1950, George Ledyard Stebbins publicà Variation and Evolution in Plants, que contribuí a integrar la botànica a la síntesi. El consens emergent interdisciplinari sobre el funcionament de l'evolució seria conegut com a síntesi evolutiva moderna. Deu el seu nom al llibre Evolution: The Modern Synthesis, de Julian Huxley.
La síntesi evolutiva oferí un nucli conceptual – en particular, la selecció natural i la genètica de poblacions mendeliana – que unia la majoria de, però no totes, les disciplines biològiques. Contribuí a establir la legitimitat de la biologia evolutiva, una ciència principalment històrica, en un clima científic que afavoria els mètodes experimentals per sobre dels històrics. La síntesi també resultà en una reducció considerable de la varietat del pensament evolucionista convencional (el que Stephen Jay Gould anomenà "l'enduriment de la síntesi"). A la dècada del 1950, l'acció de la selecció natural sobre les variacions genètiques era pràcticament l'únic mecanisme acceptable de canvi evolutiu (panseleccionisme), i la macroevolució era considerada simplement el resultat d'una extensa microevolució.

## Dècada del 1940-dècada del 1960: biologia molecular i evolució
Les dècades de mitjans del segle xx veieren el naixement de la biologia molecular, i, amb ell, una comprensió de la naturalesa química dels gens com a seqüències d'ADN i la seva relació, pel codi genètic, a les seqüències proteiques. Al mateix temps, tècniques cada cop més potents per analitzar proteïnes, com ara l'electroforesi i la seqüenciació de proteïnes, portaren els fenòmens bioquímics al camp de la teoria sintètica de l'evolució. A principis de la dècada de 1960, els bioquímics Linus Pauling i Emile Zuckerland proposaren la hipòtesi del rellotge molecular: que es poden utilitzar diferències seqüencials entre proteïnes homòlogues per calcular el temps passat des de la divergència de dues espècies. El 1969, Motoo Kimura i altres científics oferiren una base teòrica pel rellotge molecular, argumentant que – com a mínim a escala molecular – la majoria de mutacions genètiques no són ni beneficioses ni perjudicials, i que la deriva genètica, i no la selecció natural, és la responsable de gran part del canvi genètic: la teoria neutralista de l'evolució molecular. Estudis de les diferències entre les proteïnes dins d'una mateixa espècie portà la informació molecular al camp de la genètica de poblacions, oferint estimacions del grau d'heterozigositat a les poblacions naturals.
A partir de principis de la dècada de 1960, la biologia molecular fou considerada cada cop més com una amenaça al nucli tradicional de la biologia evolutiva. Biòlegs evolutius reconeguts (Ernst Mayr, Theodosius Dobzhansky i George Gaylord Simpson, tres dels arquitectes de la síntesi moderna) es mostraren extremament escèptics envers l'enfocament molecular, especialment quan es tractava de la connexió (o manca de connexió) amb la selecció natural. La hipòtesi del rellotge molecular i la teoria neutralista eren particularment controvertides, engegant el debat neutralisme-seleccionisme sobre la importància relativa de la deriva i la selecció, que continuà fins a la dècada del 1980 sense una resolució clara.

## Finals delseglexx

### Visió genocèntrica
A mitjans de la dècada del 1960, George C. Williams criticà fermament les explicacions d'adaptacions que feien referència a la "supervivència de l'espècie" (arguments de selecció de grup). Aquestes explicacions foren pràcticament substituïdes per una visió genocèntrica de l'evolució, epitomitzada pels arguments de selecció de parentesc de William Donald Hamilton, George R. Price i John Maynard Smith. Aquest punt de vista seria resumit i popularitzat a l'influent llibre de 1976 El gen egoista, de Richard Dawkins. Els models d'aquest període mostraven que la selecció de grup estava molt limitada en força; des d'aleshores, s'ha demostrat que aquests models eren massa limitats i els models més recents sí que reconeixen la possibilitat d'una selecció a diferents nivells significativa.
El 1973, Leigh Van Valen suggerí el terme «Reina Vermella», que prengué del llibre A través de l'espill de Lewis Carroll, per descriure l'escenari en què una espècie implicada en una o més curses armamentístiques evolutives hauria de canviar constantment només per mantenir el ritme de les espècies amb què coevoluciona. Hamilton, Williams i altres suggeriren que aquesta idea podria explicar l'evolució de la reproducció sexual: la major diversitat genètica causada per la reproducció sexual contribuiria a mantenir la resistència contra paràsits que evolucionen ràpidament, fent que la reproducció sexual esdevingués habitual, malgrat el cost enorme (des d'un punt de vista genocèntric) d'un sistema en què només es transmet la meitat del genoma d'un organisme durant la reproducció. La teoria genocèntrica també ha dut a un creixement de l'interès per la idea antiga de Darwin de la selecció sexual, i més recentment en temes com ara el conflicte sexual i el conflicte intragènòmic.

### Sociobiologia
El treball de W. D. Hamilton sobre la selecció de parentesc contribuí a l'emergència de la disciplina de la sociobiologia. L'existència de comportaments altruístics ha estat un problema difícil pels teòrics evolucionistes des del principi. El 1964 es feu un progrés important quan Hamilton formulà la desigualtat en la selecció de parentesc, coneguda com a regla de Hamilton, que mostrà com l'eusocialitat dels insectes (l'existència de castes obreres estèrils) i molts altres exemples de comportament altruista podrien haver evolucionat per selecció de parentesc. La seguiren altres teories, algunes derivades de la teoria de jocs, com ara l'altruisme recíproc. El 1975, Edward Osborne Wilson publicà el seu llibre influent i molt controvertit Sociobiology: The New Synthesis, que afirmava que la teoria evolucionista podia contribuir a explicar molts aspectes del comportament animal, incloent-hi el dels humans. Els crítics de la sociobiologia, incloent-hi Stephen Jay Gould i Richard Lewontin, afirmaven que la sociobiologia sobreestimava en gran manera el grau en el qual els comportaments complexos dels humans podien ser determinats per factors genètics. També afirmaven que les teories dels sociobiòlegs sovint reflectien el seu propi biaix ideològic. Malgrat aquestes crítiques, s'ha continuat treballant en la sociobiologia i la disciplina relacionada de la psicologia evolutiva, incloent-hi treball en altres aspectes del problema de l'altruisme.

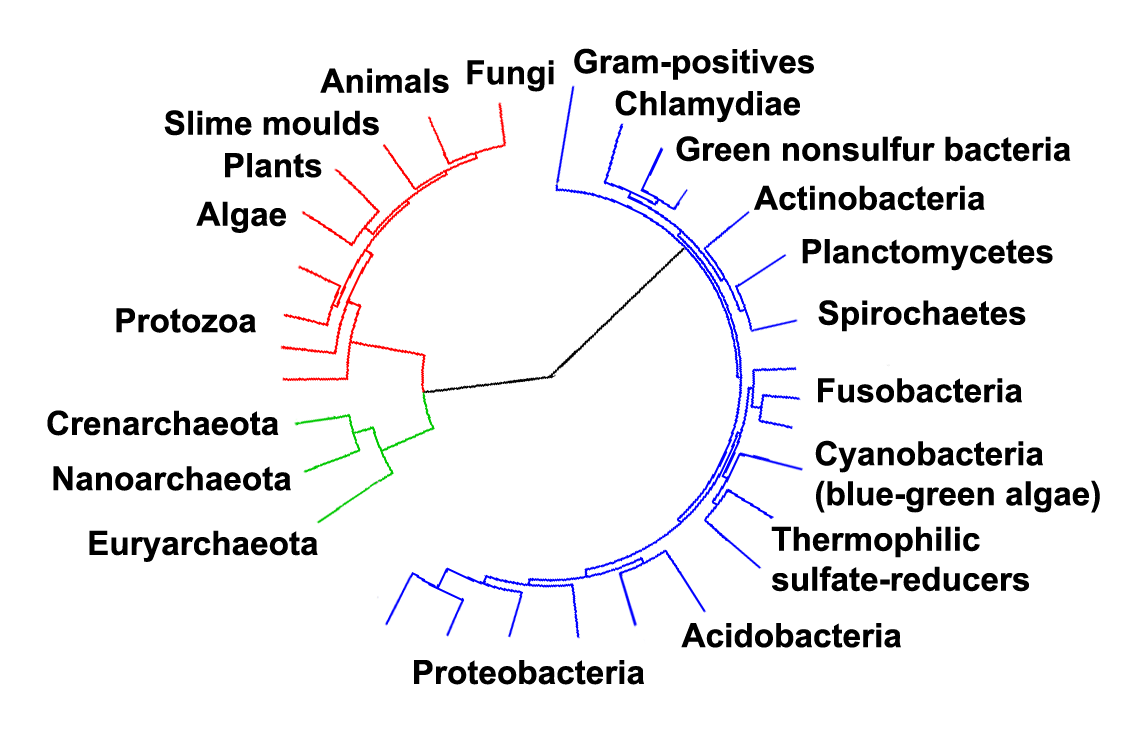
Un arbre filogenètic que mostra el sistema de tres dominis. Els eucariotes apareixen en vermell, els arqueus en verd i els bacteris en blau.

### Rutes i processos evolutius
Un dels debats més destacats que aparegueren a la dècada de 1970 fou sobre la teoria de l'equilibri puntuat. Niles Eldredge i Stephen Jay Gould proposaren que hi havia un patró d'espècies fòssils que romanien en gran part immutables durant períodes llargs (que anomenaren "estasi"), amb períodes relativament breus de canvi ràpid durant l'especiació. Millores en els mètodes de seqüenciació resultaren en un gran increment del nombre de genomes seqüenciats, permeten posar a prova i refinar teories evolutives utilitzant aquesta vasta quantitat de dades genòmiques. Les comparacions entre aquests genomes ofereixen informació sobre els mecanismes moleculars d'especiació i adaptació. Aquestes anàlisis genòmiques han produït canvis fonamentals en la història evolutiva de la vida, com ara la creació del sistema de tres dominis per Carl Woese.
Avenços en el material i el programari de computació permeten posar a prova i extrapolar models evolutius cada cop més avançats, així com el desenvolupament del camp de la biologia de sistemes. Un dels resultats ha estat un intercanvi d'idees entre les teories de l'evolució biològica i el camp de la informàtica, conegut com a computació evolutiva, que intenta imitar l'evolució biològica amb l'objectiu de desenvolupar nous algorismes informàtics. Els descobriments en biotecnologia permeten actualment la modificació de genomes, portant els estudis evolutius a un punt en què els experiments futurs podrien implicar la creació d'organismes completament sintètics.

### Microbiologia i transferència horitzontal de gens
La microbiologia fou pràcticament ignorada per les primeres teories evolucionistes. Això es devia a l'escassetat de trets morfològics i a la manca d'un concepte d'espècie en microbiologia, especialment entre els procariotes. Ara, els investigadors evolucionistes estan aprofitant la seva major comprensió de la fisiologia i ecologia microbianes, oferta per la relativa facilitat de la genòmica microbiana, per explorar la taxonomia i evolució d'aquests organismes. Aquests estudis estan revelant nivells totalment inesperats de diversitat entre els microbis, demostrant que es tracta de la forma de vida dominant al planeta Terra.
Un resultat particularment important dels estudis sobre l'evolució dels microbis fou el descobriment de la transferència horitzontal de gens el 1959 al Japó. Aquesta transferència de material genètic entre diferents espècies de bacteris ha tingut un paper capital en la propagació de la resistència als antibiòtics. Més recentment, a mesura que s'ha ampliat el coneixement dels genomes, s'ha suggerit que la transferència horitzontal de material genètic ha tingut un paper important en l'evolució de tots els organismes. En efecte, com a part de la teoria endosimbiòtica de l'origen dels orgànuls, la transferència horitzontal de gens fou un pas crític en l'evolució d'eucariotes com ara els fongs, les plantes i els animals.

### Biologia evolutiva del desenvolupament
A les dècades de 1980 i de 1990 les bases de la síntesi evolutiva moderna foren escrutades cada cop més. Hi hagué una reaparició dels temes estructuralistes en la biologia evolutiva al treball de biòlegs com ara Brian Goodwin i Stuart Kauffman, que incorporaven idees de la cibernètica i la teoria de sistemes, i emfatitzaven els processos autoorganitzadors del desenvolupament com a factors que dirigeixen el curs de l'evolució. El biòleg evolucionista Stephen Jay Gould recuperà les idees anteriors de l'heterocronia, les alteracions en la velocitat relativa dels processos del desenvolupament en el curs de l'evolució, per explicar la generació de formes noves i, amb el biòleg evolucionista Richard Lewontin, el 1979 escrigué un document influent suggerint que un canvi en una estructura biològica, o fins i tot una novetat estructural, podia sorgir casualment com a resultat accidental de selecció sobre una altra estructura, i no de selecció directa per aquesta adaptació particular. Denominaren "carcanyol" aquests canvis estructurals accidentals, en referència a un terme arquitectònic. Més endavant, Gould i Vrba tractaren l'adquisició de noves funcions per part de les estructures noves que apareixen d'aquesta manera, anomenant-les "exaptacions".
Les dades moleculars sobre els mecanismes del desenvolupament s'acumularen ràpidament durant les dècades del 1980 i del 1990. Esdevingué clar que la diversitat de morfologies animals no era el resultat de la regulació d'animals diferents per part de proteïnes diferents, sinó de canvis en el funcionament d'un petit conjunt de proteïnes comunes a tots els animals. Aquestes proteïnes esdevingueren conegudes amb el nom de "caixa d'eines del desenvolupament". Aquestes perspectives influïren en les disciplines de la filogènia, la paleontologia i la biologia comparada del desenvolupament, i donà origen a la nova disciplina de l'"evo-devo".
El treball més recent en aquest camp ha emfatitzat la plasticitat fenotípica i del desenvolupament. Per exemple, s'ha suggerit que la ràpida emergència de les morfologies bàsiques animals durant l'explosió cambriana es degué en part a què canvis en el medi actuaren sobre propietats materials inherants d'agregats cel·lulars, com ara l'adhesió cel·lular diferencial i l'oscil·lació bioquímica. Les formes resultants foren posteriorment estabilitzades per la selecció natural. Les investigacions experimentals i teòriques sobre aquestes idees i altres de relacionades han estat presentats a l'obra de múltiples autors Origination of Organismal Form.

## Teories evolucionistes no convencionals

### Punt Omega
La teoria no científica de Pierre Teilhard de Chardin, la teoria del punt Omega, descriu el desenvolupament gradual de l'univers des de les partícules subatòmiques fins a la societat humana, que considerava la seva fase i objectiu finals.

### Hipòtesi de Gaia
S'ha considerat que les idees de Teilhard de Chardin estan connectades a la teoria de Gaia, més específica, de James Lovelock, que suggerí que les parts vivents i no vivents de la Terra poden ser vistes com un sistema complex d'interaccions amb semblances amb un organisme únic. La hipòtesi de Gaia també ha estat considerada per Lynn Margulis, i altres com una extensió de l'endosimbiosi i l'ectosimbiosi. Aquesta hipòtesi modificada postula que tots els éssers vius tenen un efecte regulador sobre el medi de la Terra que promou la vida en general.

### Transhumanisme
Els futuristes han vist sovint el progrés científic i tecnològic com una continuació de l'evolució biològica. Entre ells, els transhumanistes sovint veuen aquesta evolució tecnològica per si mateixa com un objectiu de la seva filosofia, possiblement en forma de singularitat tecnològica.